# Eurydice pulchra
Eurydice pulchra es una especie de crustáceo isópodo marino de la familia Cirolanidae.

## Distribución geográfica
Se distribuye por el océano Atlántico nororiental.